# Sam Long (beisbolista)
Samuel Trenton Long (Fair Oaks, California, 8 de julio de 1995), más conocido como Sam Long, es un jugador profesional estadounidense de béisbol que se desempeña en la posición de lanzador en Kansas City Royals, equipo de las Grandes Ligas de Béisbol (MLB).

## Carrera
Long hizo su debut en la MLB con el equipo San Francisco Giants, en el cual jugó dos temporadas (2021-2022), después pasó a Oakland Athletics (2023), posteriormente a Kansas City Royals, donde lleva jugando una temporada.